# 越南國民黨
越南國民黨（發音：[viət̚˧˨ʔ naːm˧˧ kuək̚˧˦ zən˧˧ ʔɗaːŋ˧˩]），中文簡稱越國黨，是一個在20世紀早期的爭取越南脫離法國統治的革命政黨。

## 歷史
法国在中法战争之后，获取了北越的控制权。法暹战争之后，法国合并安南，东京（北越），交趾支那与柬埔寨王国为法属印度支那。老挝在1893年加入印度支那。法属印度支那一直维持到1954年才终告结束。上述地区的君主（越南皇帝、柬埔寨国王与老挝国王）在表面上恢复了自己的地位，但在实际上，却只是三个傀儡。
越南國民黨在1920年代中已建立了雛型，當時一群青年知識份子在河內建立了一家發行革命刊物的出版社：南同書社。1927年，該出版社因為受宗主國法國壓迫及查禁而被迫終止運作，其後，該黨在阮太學的領導下而成立。該黨參照中華民國的中國國民黨，並在北方吸納了不少追隨者，尤以教師及知識份子為眾；可是在吸納農民及工人方面則不太成功。
自1928年起，越南國民黨便因為不斷暗殺殖民地官員及其合作者而受到當地的居民及政府注意。1929年2月受越南人憎恨的殖民地勞工販子厄維·巴桑被暗殺的事件，則是其黨發展的轉捩點。雖然該暗殺的主事者的身分在當時尚未明朗，但法國殖民地政府則指越南國民黨要負上責任，而採取掃蕩行動。在大約1500名黨員中，有300至400人因此而被捕；當中更包括黨內不少領袖，阮太學成功逃脫。
在1929年底，該黨因為內部分裂而被削弱。鑑於法殖政府加以施壓，越南國民黨改變了政策，由零星及針對特定人士的暗殺行動，改變為一次性的大規模起義，藉此驅逐法殖政府。在儲備了自製的武器後，越南國民黨在1930年2月10日策动安沛要塞的200名士兵起义，号召印支全体人民举行反对法国殖民者及推翻傀儡阮朝皇帝保大的暴动，但法军反应迅速，仅用一周时间便将起义镇压。阮太學及其他在起義中的領袖則被拘捕及處決，自此，越南國民黨在国内的政治勢力便一厥不振了。这次叛乱是越南在勤王運動平息以后，最大规模的动乱。叛乱者希望自己能够得到公众的注意，最后引发更大规模的叛乱，推翻殖民地政府。越南国民党在此之前，就已经进行过不少秘密活动，他们原本要对红河三角洲发起大规模的进攻，不过这个计划最后因为风险太大而流产。黨內一些殘餘勢力繼續以和平的手段抗爭，而其它的黨員則逃到中华民国在雲南省的基地獲得軍火及接受軍事訓練。在1930年代中期，該黨因為胡志明的越南共產黨成立而進一步式微。在第二次世界大戰其間，越南被日本佔領，而兩黨的軍隊則稍有合作抗敵，爭取越南獨立。可是在一次爭執後，胡志明則清算了越南國民黨，而他所領導的越盟則成為當時唯一的反殖武裝力量。
日本二戰投降之後，越南南北分別由英軍和中華民國軍隊佔領。在中華民國的支持下，越南共產黨與越南國民黨合作組成了北越的第一屆內閣。南部的英軍則逐步歸權與印度支那原有的統治者法國。經交涉，法國同意北越以法蘭西聯盟的成員身份獨立，卻不願意讓越南統一。法越戰爭後，法軍全面撤離；而越南則分為南北越南。越南國民黨的餘部逃到反共主義的越南共和國（南越）。

## 圖集

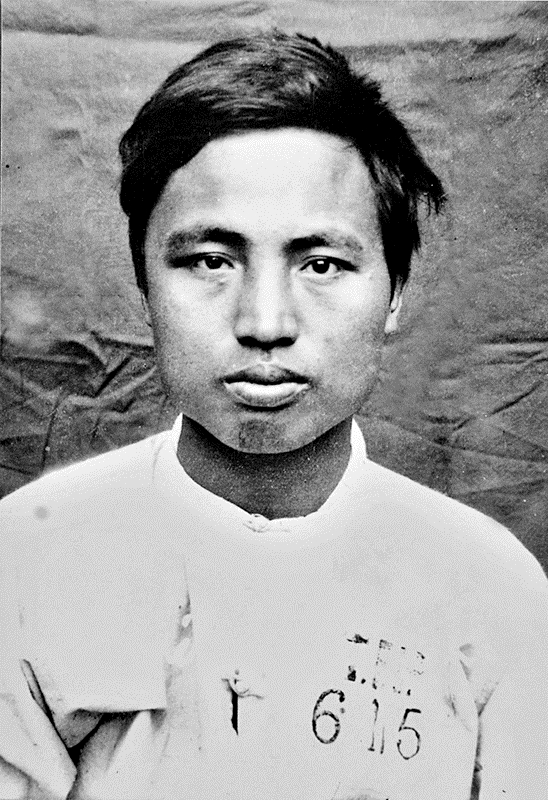
阮太學
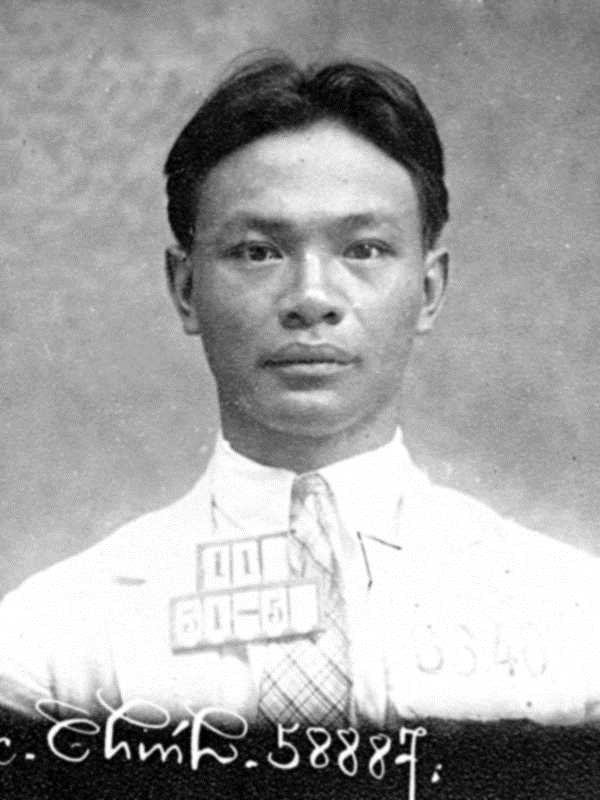
傅德政
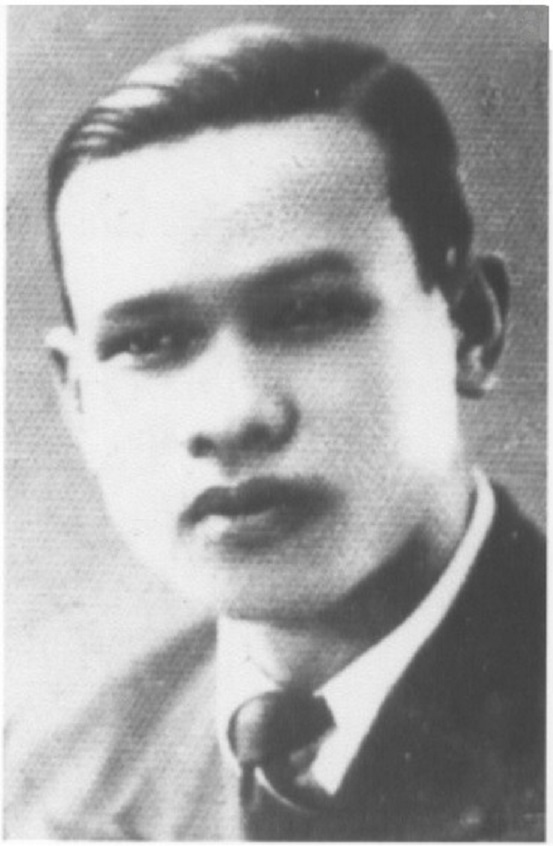
黎康祕名黎寧《白星旗》[3]党歌作者，可能在1947年初與其他民族主義者一起被處決
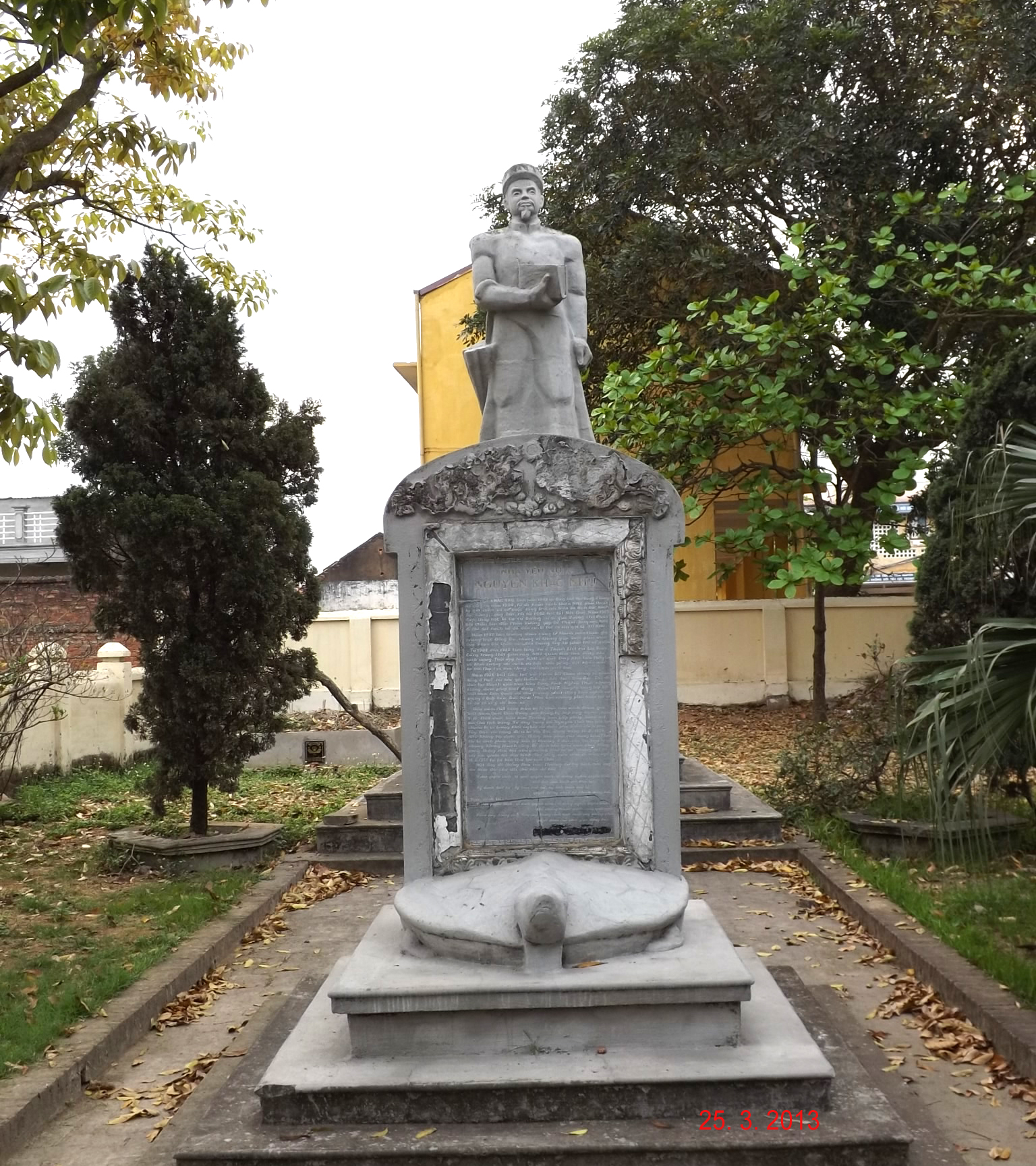
阮克柔
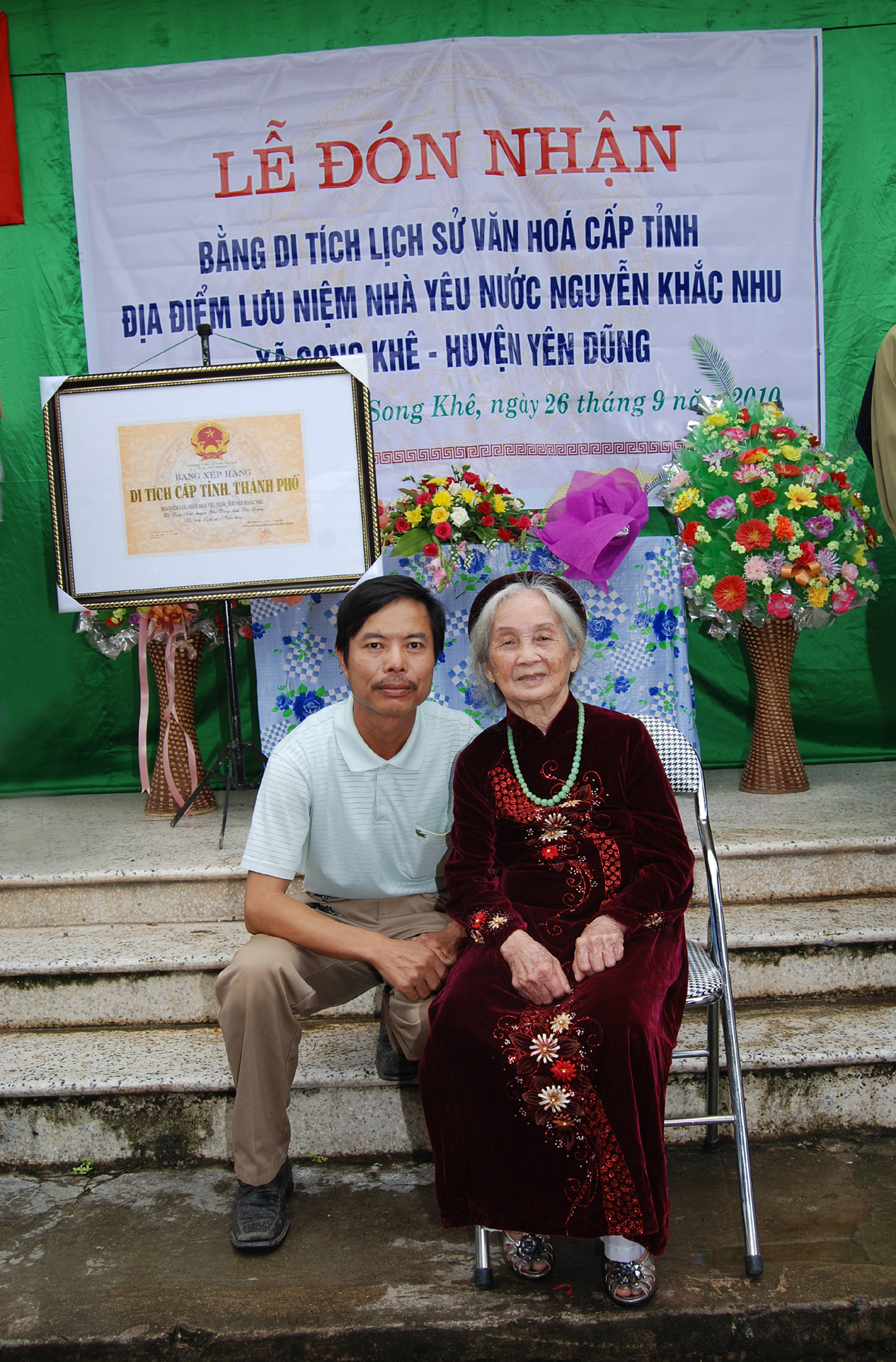
阮克柔的女兒
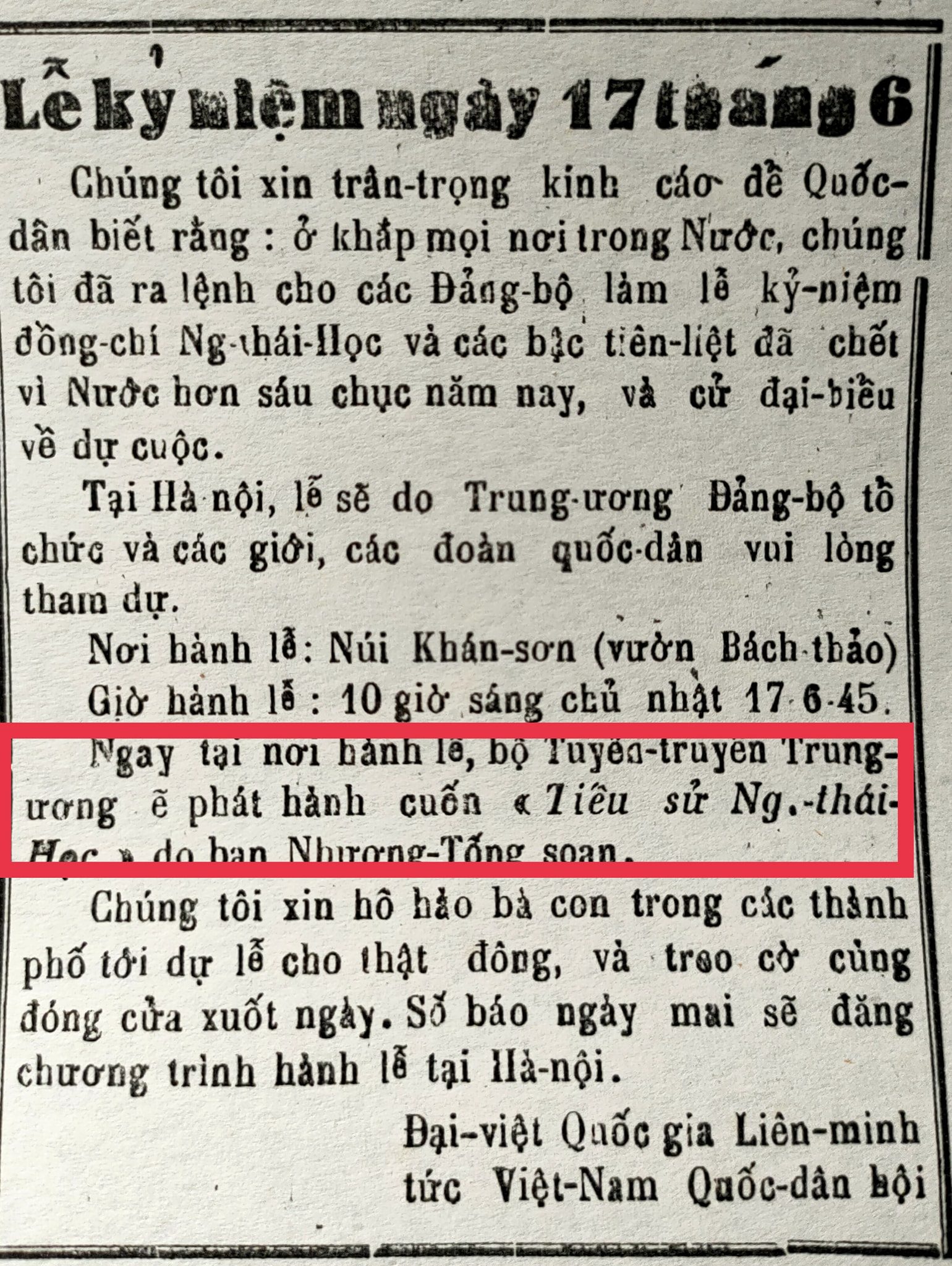
1945年越南國民會中央宣傳部纪念安沛总起義
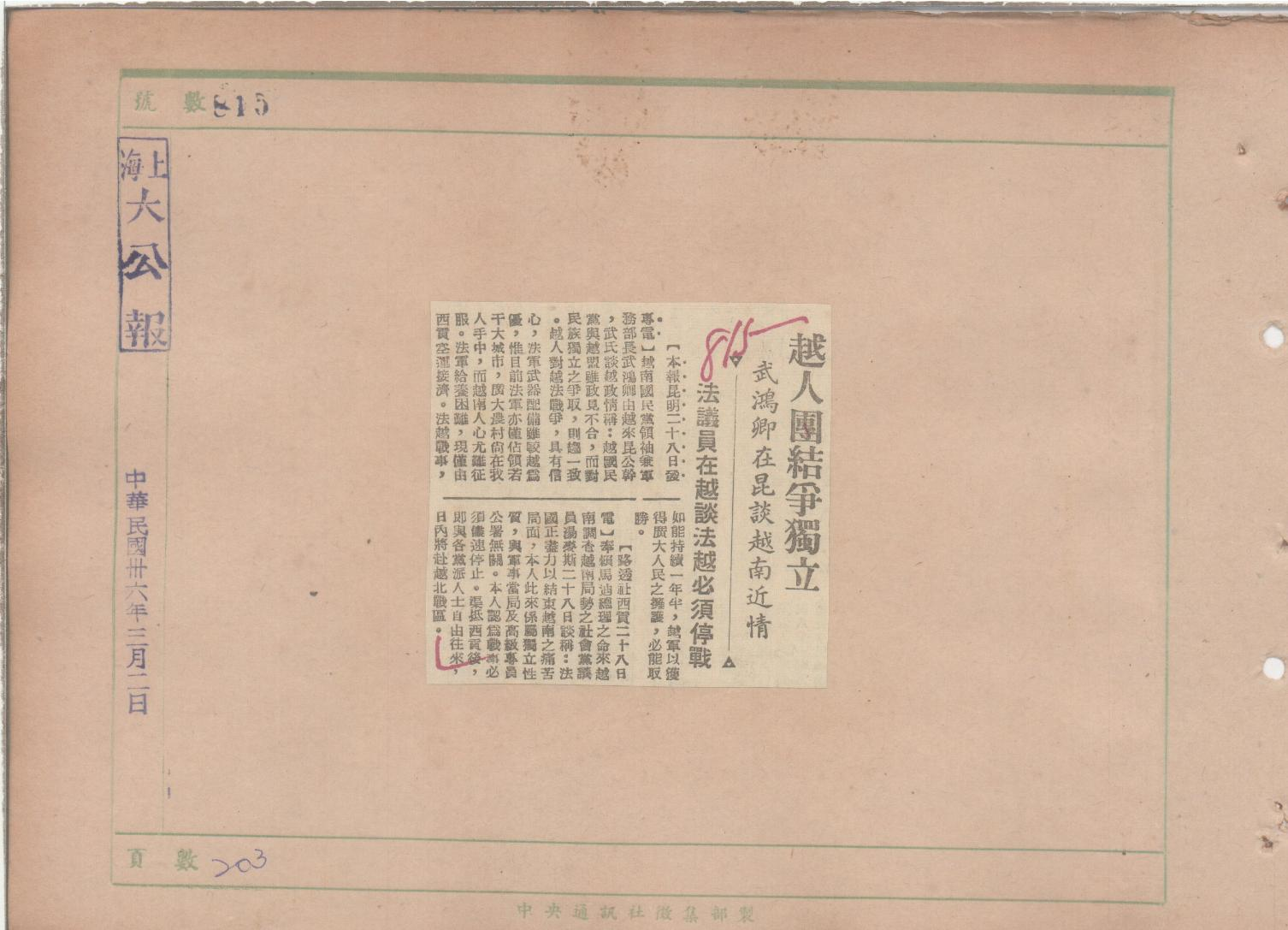
1946年的武鴻卿
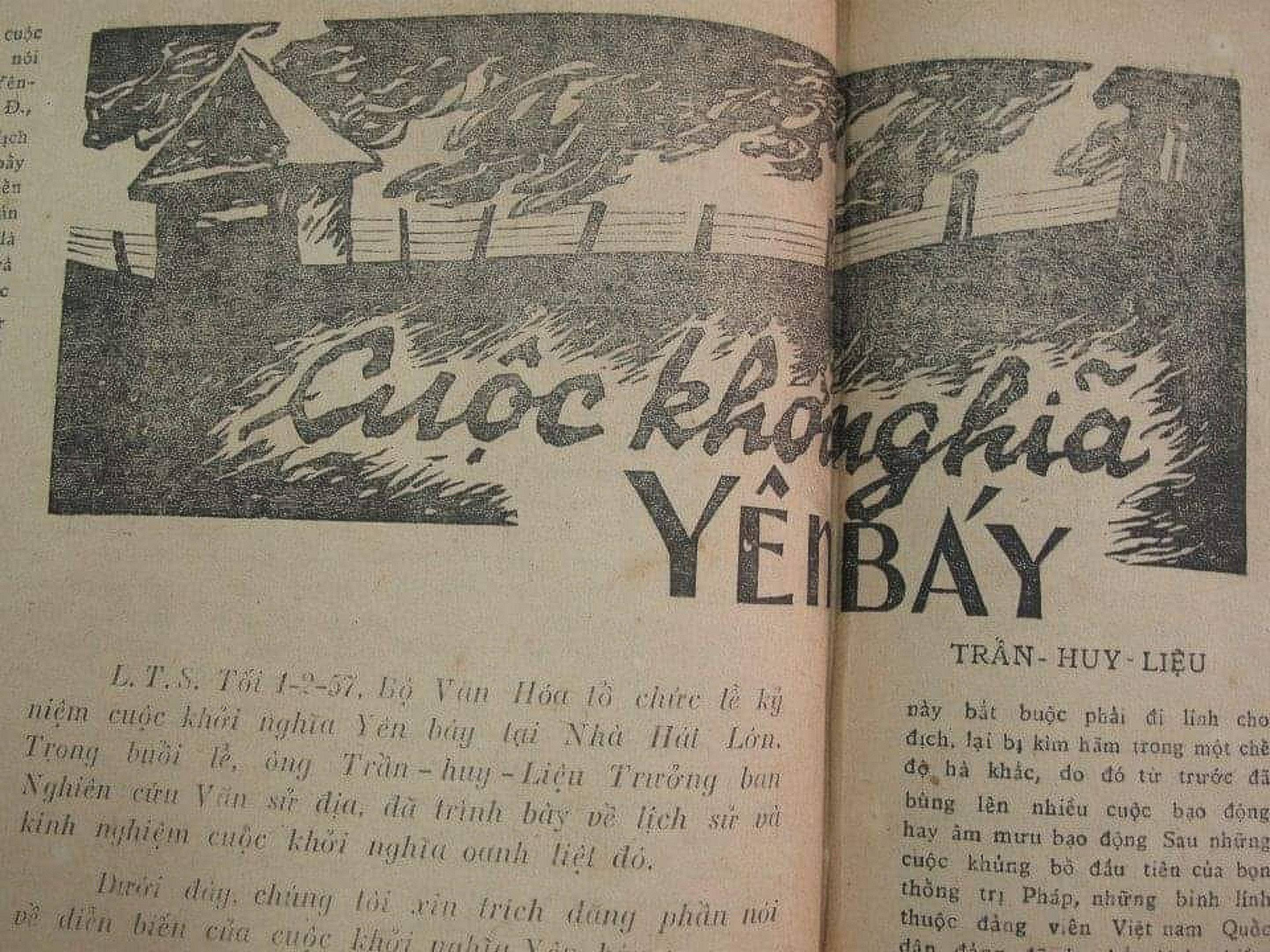
1957年
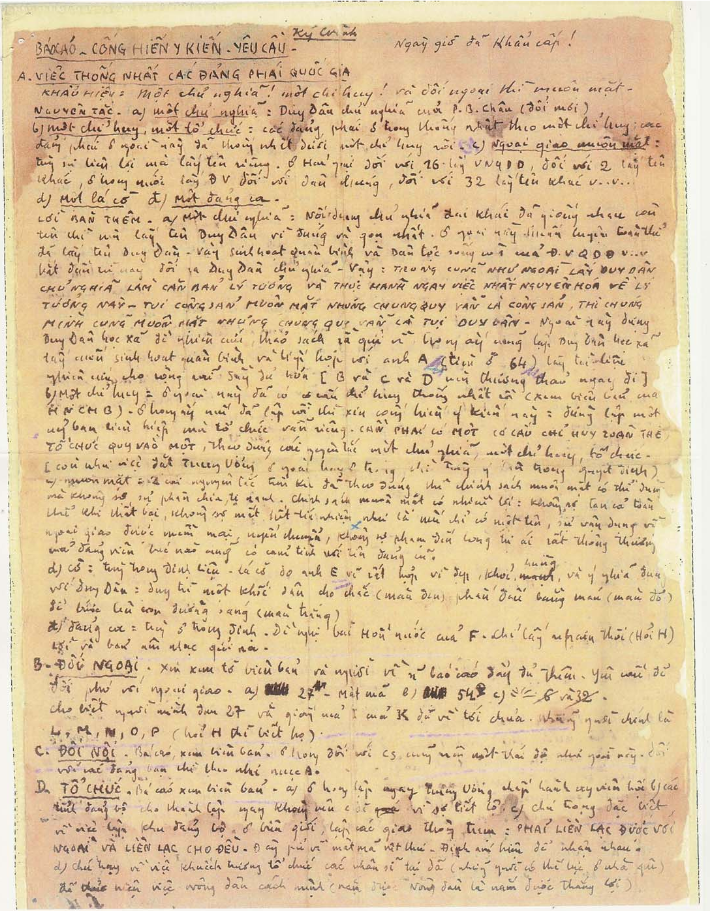
記呈（李東亞）1
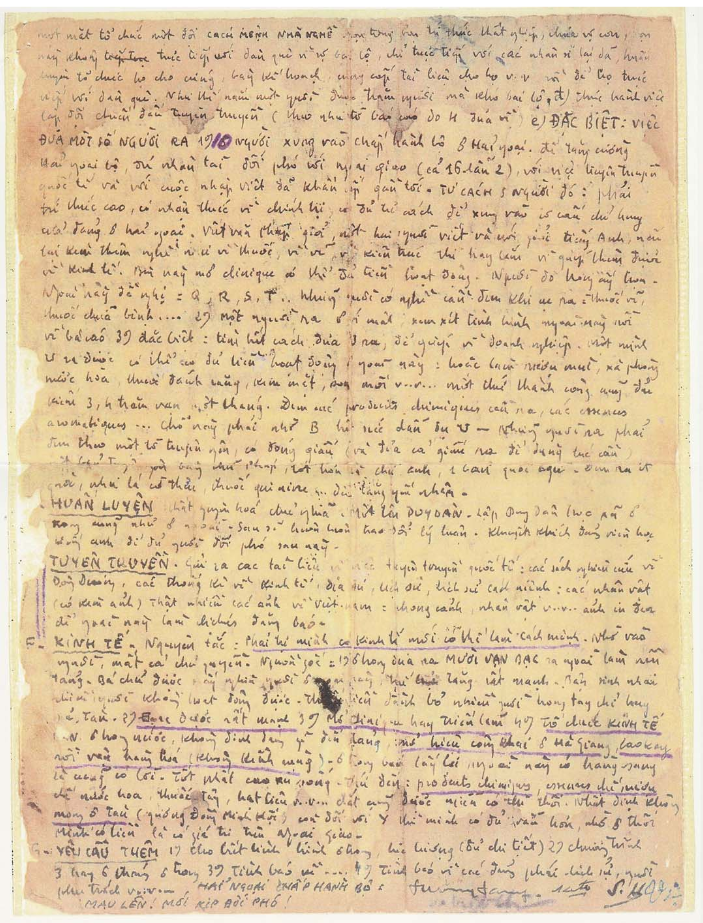
記呈（李東亞）2
列表